# Wahres Modell
In der Statistik ist das zugrundeliegende wahre Modell das eigentliche Modell in der Grundgesamtheit, welches die Antwortvariable und die relevanten unabhängigen Variablen in Beziehung zueinander setzt. Diese Beziehung wird durch eine additive Störgröße überlagert, für die angenommen wird, dass sie einen Erwartungswert von Null aufweist.
Die grundlegende Annahme des Modells ist, dass es linear in den Parametern ist.

## Multiple lineare Regression
Gegeben sei das folgende multiple lineare Regressionsmodell:
| {\displaystyle y_{i}=\beta _{0}+x_{i1}\beta _{1}+x_{i2}\beta _{2}+\dotsc +x_{ik}\beta _{k}+\varepsilon _{i}=\mathbf {x} _{i}^{\top }{\boldsymbol {\beta }}+\varepsilon _{i},\quad \operatorname {E} (\varepsilon _{i})=0} |  | (1) |
| {\displaystyle y_{i}=\beta _{0}+x_{i1}\beta _{1}+x_{i2}\beta _{2}+\dotsc +x_{ik}\beta _{k}+\varepsilon _{i}=\mathbf {x} _{i}^{\top }{\boldsymbol {\beta }}+\varepsilon _{i},\quad \operatorname {E} (\varepsilon _{i})=0} |  | (1) |

Hierbei ist {\displaystyle k+1=:p} die Anzahl der zu schätzenden unbekannten (wahren) Parameter {\displaystyle \beta _{0},\beta _{1},\beta _{2},\dotsc ,\beta _{k}}. Die Regressionsparameter {\displaystyle \beta _{0},\beta _{1},\beta _{2},\dotsc ,\beta _{k}} sind unbekannte, konstante Parameter des Interesses (sie gilt es zu schätzen) und {\displaystyle \varepsilon _{i}} ist eine unbeobachtbare Zufallsvariable, die Störgröße oder Fehlerterm genannt wird. Selbst wenn man die wahre Regressionsfunktion der Grundgesamtheit kennen würde, dann würde sich der beobachtete Wert der Zielgröße {\displaystyle y_{i}} immer noch vom vorhergesagten Wert {\displaystyle {\hat {y}}_{i}} durch ein gewisses Ausmaß unterscheiden, was der Störgröße entspricht.
Formal handelt es sich bei der obigen Gleichung um das Modell in der Grundgesamtheit bzw. das Populationsmodell. Dies wird manchmal wahres Modell genannt, da mit der Annahme eines wahren Modells sichergestellt wird, dass man ein Modell schätzt, was sich von (1) unterscheidet.
Man könnte beispielsweise redundante unabhängige Variablen hinzufügen. Allerdings muss das Einbeziehen von redundanten unabhängigen Variablen nicht immer ein Spezifikationsfehler darstellen (von einem Spezifikationsfehler spricht man, wenn die Annahme, dass der Erwartungswert der Störgröße gleich Null ist verletzt ist). Beispielsweise könnte das zugrundeliegende wahre Modell gegeben sein durch {\displaystyle y_{i}=\beta _{0}+x_{i1}\beta _{1}+x_{i2}\beta _{2}+\varepsilon _{i}}. Das gewählte (spezifizierte) Modell (mit der irrelevanten unabhängigen Variablen {\displaystyle x_{i3}}) könnte folgendes Modell sein: {\displaystyle y_{i}=\beta _{0}+x_{i1}\beta _{1}+x_{i2}\beta _{2}+x_{i3}\beta _{3}+\varepsilon _{i}^{*}}. Dass die Variable als irrelevant angenommen wird bedeutet, dass der wahre Wert von {\displaystyle \beta _{3}} gleich Null ist ({\displaystyle \beta _{3}=0}). Aus diesem Grund gilt: {\displaystyle \operatorname {E} (\varepsilon _{i}^{*})=\operatorname {E} (\varepsilon _{i}-x_{i3}\beta _{3})=0} . In diesem Fall sind die KQ-Schätzer immer noch erwartungstreu für die wahren Werte und es liegt kein Spezifikationsfehler vor.